# Papa Urbà III
Urbà III (Cuggiono, 1120 - † Ferrara, 20 d'octubre de 1187) va ser Papa de l'Església Catòlica del 1185 al 1187.

## Biografia
De nom Uberto Crivelli va ser nomenat cardenal el 1182 i arquebisbe de Milà el 1185. Aquell mateix any, el 25 de novembre, va morir el pontífex Luci III, i aquell mateix dia és elegit papa, sent consagrat l'1 de desembre.
El seu pontificat, a penes dos anys, està presidit per l'enfrontament amb l'emperador Frederic I motivat per la intenció d'aquest de recuperar la seva influència en Itàlia perduda en 1176 després de la derrota soferta per l'emperador germànic en la batalla de Legnano.
Per a això, Frederic I fixa el seu objectiu en el control del regne normand de Sicília, servint-se per a això del matrimoni el 4 de gener del 1186 del seu fill, el futur Enric VI, amb Constança que en aquells moments era l'hereva de la corona siciliana al no tenir descendència el seu nebot i rei Guillem II de Sicília. Amb aquest matrimoni el papat perd el suport que com a estat vassall de la Santa Seu rebia del Regne de Sicília i a més, passa a veure's amenaçat també des del sud per l'imperi germànic.
Urbà III trenca les seves relacions amb Frederic I i es nega al desig d'aquest de veure coronat, abans de morir, el seu fill Enric com a emperador. La cerimònia tanmateix es du a terme, en substituir l'emperador, com a oficiant d'aquesta, el Papa pel patriarca d'Aquileia.
Davant d'aquesta ofensa, el Papa excomunica el patriarca i els bisbes que van intervenir en la cerimònia i nomena com a arquebisbe de Trèveris el candidat vetat per l'emperador, qui en resposta fa que el seu fill Enric ocupi els Estats Pontificis. El papa amenaça l'emperador amb l'excomunió, però finalment davant de la falta de suport dels bisbes alemanys es va veure obligat a cedir en la reunió mantinguda a Gelnhausen.
Aquesta derrota moral junt amb la notícia de la derrota soferta en la batalla de Hattin per la qual es va perdre Jerusalem van afectar la salut d'Urbà que va morir el 20 d'octubre del 1187.
Les profecies de Sant Malaquies es refereixen a aquest papa com Sus in crivello (El porc pel garbell), apel·latiu que fa referència al seu cognom (crivelli = "garbell"), i que al seu escut d'armes apareix un porc.